# 8257 Andycheng
8257 Andycheng (1982 HO1) là một tiểu hành tinh vành đai chính được phát hiện ngày 28 tháng 4 năm 1982 bởi E. Bowell ở trạm Anderson Mesa thuộc Đài thiên văn Lowell. Nó được đặt theo tên của Andrew F. Cheng (sinh năm 1951) ở phòng Lab ứng dụng Vật lý thuộc Đại học Johns Hopkins.